# Schaarste
Schaarste is een eigenschap van alle economische goederen, die beschikbaar, maar niet gratis zijn. Subjectief kunnen sommige vrije goederen hoewel ze gratis zijn toch schaars zijn en minder beschikbaar dan gewenst. Een voorbeeld is zonlicht of een aangenaam hoge buitentemperatuur in minder warme landen. Deze zijn wel indirect te koop in de vorm van een vakantie naar een warm land. Schaduw kan omgekeerd in een warm land, maar ook op erg warme dagen in andere landen zoals Nederland, een schaars goed zijn. Deze is indirect min of meer te koop in de vorm van een parasol.
Schaarste is een van de centrale begrippen in de economie, doordat het het keuzeprobleem oproept als gevolg van de vraag die groter is dan de beschikbare, dus schaarse middelen. Relatieve schaarste, ook wel schaarste in de economische zin, houdt in dat er productiemiddelen of tijd moeten worden opgeofferd om het product voort te brengen. Om bijvoorbeeld een brood te produceren moeten eerst de productiemiddelen grondstof, energie, arbeid en tijd worden opgeofferd. Brood is daardoor een schaars goed.
Absolute schaarste houdt in dat er te weinig van een bepaald goed is, bijvoorbeeld de schaarste aan voedsel in gebieden waar hongersnood heerst. Potentieel doet dit de prijs stijgen waardoor armen hier veel meer onder te lijden hebben dan de rijken. Rantsoenering kan dit voorkomen.
Het tegenovergestelde van een economisch goed, dat schaars is, is een vrij goed. Een vrij goed is een goed waarbij men geen productiemiddelen of tijd hoeft op te offeren om het te produceren. Een voorbeeld is het al genoemde zonlicht: je hoeft geen productiemiddel of tijd op te offeren om zonlicht voort te brengen. Er is de laatste jaren discussie over de vraag of en in welke mate vrije goederen nog echt vrije goederen zijn. Lucht die je inademt, is normaal vrij maar als lucht om gezondheidsredenen in de grote wereldsteden eerst moet worden gezuiverd, wordt lucht een schaars goed.

## Schaarste en zeldzaamheid
Schaarste moet niet worden verward met zeldzaamheid.
Een goed is zeldzaam als het weinig voorkomt.
Zo is het virus dat de pokken verspreid door uitgebreide vaccinatiecampagnes uiterst 'zeldzaam' geworden, maar het is niet 'schaars', omdat niemand het virus wil hebben.